# LGA 1366
LGA 1366亦稱Socket B，是Intel繼LGA 775後的CPU插座。它亦是Intel Core i7處理器（Nehalem系列）的插座，讀取速度比LGA 775高。
LGA 1156及LGA 1366產品於2012年正式停產。

## 使用LGA1366的處理器
- 第一代Intel Core i7（部份型號）
- 第一代Intel Core i7 Extreme（全部型號）
- Xeon 處理器（部分型號）

## 支援的晶片組
- Intel X58